# Ushuaia
Ushuaia (wym. [uˈswaʝa]) – miasto w południowej Argentynie, leżące na Ziemi Ognistej, nad Kanałem Beagle, w pobliżu granicy z Chile. Miasto to jest stolicą terytorium federalnego Ziemia Ognista, Antarktyda i Wyspy Południowego Atlantyku.
Ushuaia jest uznawana za wyjątkowe miejsce ze względu na swoje położenie – jest ona bowiem uważana za najbardziej wysunięte na południe miasto nie tylko w Argentynie oraz Ameryce Południowej, ale także na świecie.

## Położenie geograficzne
Ushuaia leży w południowej części wyspy Ziemia Ognista, nad Kanałem Beagle, który w tym miejscu tworzy niewielką zatokę Ushuaia. Na północ od miasta biegnie łańcuch górski należący do Andes fueguinos, części And, leżącej na archipelagu Ziemi Ognistej. Wysokość tych gór dochodzi do 1319 m n.p.m. (Cerro Martial).
Do wód kanału, przepływając przez miasto, uchodzi kilka górskich rzek: Río Pipo, Río Olivia, Arroyo Grande i Arroyo Buena Esperanza.
Ushuaia jest często nazywana najdalej na południe wysuniętym miastem kuli ziemskiej (54°48′S). Tytuł ten jest kwestionowany przez Chile, które na wyspie Navarino na południe od Ushuaia rozwija rybacką osadę Puerto Williams (54°56′S). Puerto Williams liczy na razie jednak tylko około 2000 mieszkańców i nie posiada pełnej miejskiej infrastruktury. Jeszcze dalej na południe na tej samej wyspie wysunięta jest osada Puerto Toro (55°04′S) zamieszkiwana przez około 100 osób.

## Klimat
Klimat w Ushuaia jest chłodny. Średnia roczna temperatura wynosi 5,7 °C. Najchłodniejszym miesiącem w roku jest lipiec ze średnimi temperaturami 1,5 °C a najcieplejszym styczeń z temperaturami rzędu 9,4 °C. Opady są tu niewielkie i wynoszą średnio 524 mm w skali rocznej. Spowodowane jest to położeniem geograficznym miasta w cieniu opadowym za dość wysokimi pasmami górskimi.

## Historia
Nazwa miasta pochodzi z lokalnego języka Indian Yámana, w którym znaczy zatoka u krańca (ush – w głębi, wuaia – zatoka). Właściwa wymowa nazwy miasta brzmi Usuaia. Indianie z grup Yámana, Alakaluf, Selk'nam oraz Manek'enk (Haush) zamieszkiwali te rejony od okołu 12 000 lat. Pierwsze stałe osiedle Europejczyków w rejonie Kanału Beagle założył w 1869 anglikański pastor Thomas Bridges.
Miasto Ushuaia oficjalnie założono 12 października 1884. Pod koniec XIX wieku władze Argentyny postanowiły uczynić z Ziemi Ognistej kolonię karną (podobnie jak Imperium Brytyjskie poczyniło z Australią). Odległa, dzika wyspa miała uniemożliwić więźniom wszelkie ucieczki. Do budowy więzienia przystąpiono w Ushuaia w 1902; prace nad nim trwały do 1920 i były prowadzone wyłącznie za pomocą rąk skazańców. Więźniowie pracując na miejscu w różnorakich zawodach zapewniali Ushuaia samowystarczalność a wokół więzienia zaczęło wyrastać miasteczko.
W 1947 dzięki polityce demokratyzacji państwa prowadzonej przez Juana Peróna więzienie zostało zamknięte. Dziś w jego murach istnieje popularne muzeum. Inną pozostałością tamtych czasów jest zabytkowa kolejka Tren del Fin del Mundo. Transportowała ona niegdyś pozyskiwane przez więźniów drewno z okolic obecnego Parku Narodowego Ziemi Ognistej.
Olbrzymi wkład w rozwój miasta wniósł włoski przedsiębiorca Carlo Borsari sprowadzając do miasta swoich rodaków z biednych powojennych Włoch. Pierwszy statek z imigrantami i materiałami budowlanymi przypłynął z Genui w październiku 1948, następny we wrześniu 1949.

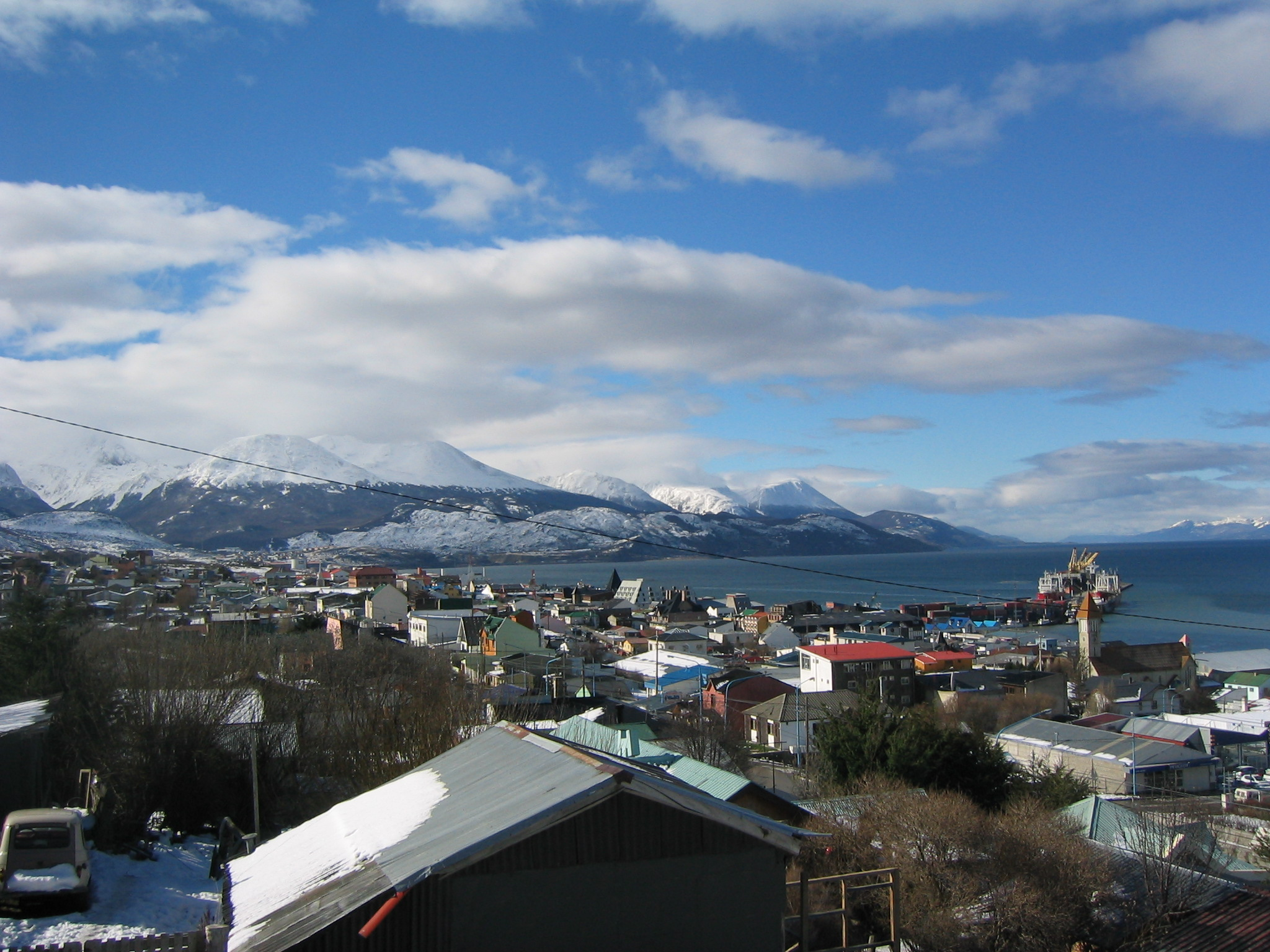
Ushuaia

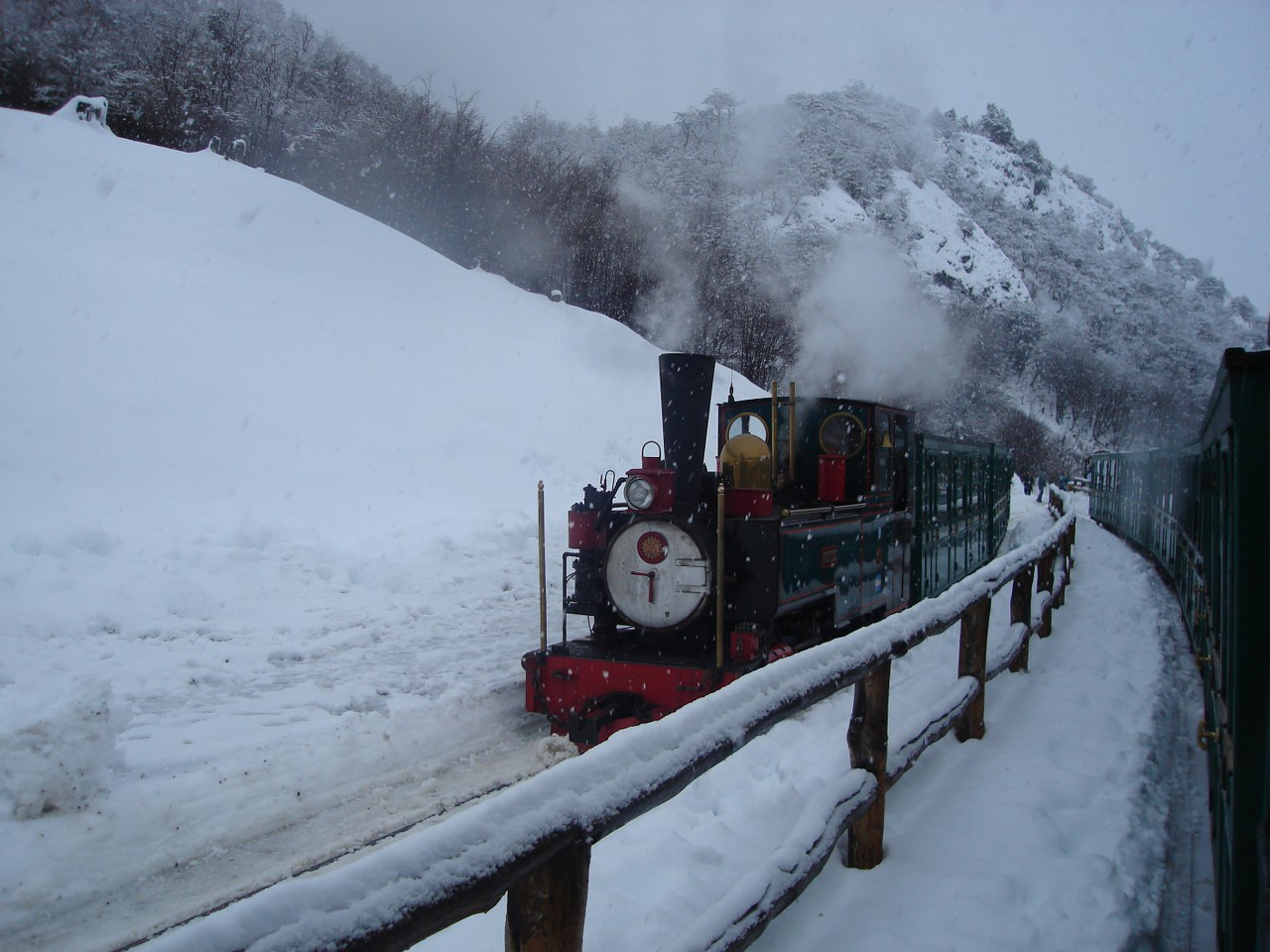
Południowa Fuegiańska Kolej

## Gospodarka
W 1991 Ushuaia zamieszkiwało 19 tys. mieszkańców, a w 2006 około 60 tys. Jest to drugie co do wielkości miasto prowincji.
Dawniej dominował w Ushuaia przemysł mięsny, rybny, drzewny. Miasto znajduje się w strefie wolnocłowej i posiada własny port handlowy, rybacki i lotniczy. Lotnisko Aeropuerto Internacional Malvinas Argentinas ma status lotniska międzynarodowego. Obecnie główną i najprężniej rozwijającą się gałęzią gospodarki jest turystyka.

## Turystyka
W 2003 Ushuaia odwiedziło ponad 181 tysięcy turystów, a w 2004 – ponad 193 tysiące, przybywających tu drogą lotniczą (Port lotniczy Ushuaia) lub lądową (z Punta Arenas). Główną atrakcją turystyczną miasta jest położony 12 km na zachód Park Narodowy Ziemi Ognistej. Drugą pod względem popularności atrakcją jest możliwość wykupienia rejsu po Kanale Beagle. Ze statku turyści oglądają drobne wyspy zamieszkiwane przez otarie (uchatki patagońskie) i wyspę ze słynną latarnią Les Eclaireus. Odleglejszymi celami wypraw wyruszających z Ushuaia jest Wyspa Stanów, Park Narodowy Przylądka Horn, chilijska wyspa Navarino, chilijskie miasto Punta Arenas i Antarktyda. Z Ushuaia wyrusza ok. 90% wszystkich wypraw na ten kontynent. W 2004 było to 23 tys. osób. 26 km od miasta położony jest ośrodek narciarski Cerro Castor.
- W 2015 w Ushuaia odbyła się międzynarodowa impreza narciarska INTERSKI.

Najważniejsze, coroczne imprezy w mieście:
- 1 czerwca – Día de la Provincia de Tierra del Fuego, Antártica e Islas del Atlántico Sur (Dzień prowincji)
- 21 czerwca – Fiesta Nacional de la noche más larga del año (Narodowe święto najdłuższej nocy w roku)
- 12 października – Aniversario de la Ciudad de Ushuaia (Święto miasta Ushuaia)

## Dodatkowe informacje
Ushuaїa Nature to nazwa cyklicznej emisji, realizowanej od września 1987 przez producenta Nicolasa Hulota dla francuskiego kanału telewizyjnego TF1, odkrywającej przed widzami najbardziej fascynujące zakątki Ziemi i życie ich mieszkańców. Jest to obecnie (2006) najdroższa produkcja dokumentalna telewizji francuskiej: realizacja każdego odcinka kosztuje ok. 1 mln euro.
Od 14 marca 2005 w ramach francuskiej grupy TF1 funkcjonuje kanał tematyczny pod nazwą Ushuaїa TV, poświęcony przyrodzie Ziemi i problemom jej ochrony.

## Miasta partnerskie
- Ejlat, Izrael
- Utqiaġvik, Stany Zjednoczone
- Punta Arenas, Chile
- Santos, Brazylia
- Nuuk, Grenlandia